# 46-os busz (Pécs)
A pécsi 46-os jelzésű autóbusz a Főpályaudvar és a Donátus között közlekedik a Bálicstető érintésével.

## Története
2016. június 16-ától közlekedik munkanapokon csúcsidőszakon kívül, illetve hétvégén a 36-os és a 37-es buszok helyett. A Főpályaudvartól a 37-es, majd a 36-os vonalán a Bálicstetőig közlekedik, visszafelé pedig érinti a Donátust.
2016. szeptember 1-jétől a Vásárcsarnokot érintve közlekedik.

## Útvonala
| Főpályaudvar → Bálicstető | Bálicstető → Donátus → Főpályaudvar |
| --- | --- |
| Főpályaudvar – Szabadság utca – Rákóczi út – Hungária utca – Petőfi Sándor utca – Alkotmány utca – Édesanyák útja – Nyár utca – Bálicsi út – Bálicstető | Bálicstető – Bálicsi út – Donátusi út – forduló – Donátusi út – Bálicsi út – Nyár utca – Édesanyák útja – Petőfi Sándor utca – Hungária utca – Rákóczi út – Szabadság utca – Főpályaudvar |

## Megállóhelyei
| 46 (Főpályaudvar → Donátus → Bálicstető → Főpályaudvar) |                         |          | | |
| Perc (↓)                                                | Megállóhely             | Perc (↑) | Megállóhelyet érintő járatok | Létesítmények                                                                                                |
| 0                                                       | Főpályaudvar végállomás | 27       | 3, 3E, 4, 4Y, 6, 6E, 7, 7Y, 8, 13, 13E, 13Y, 14, 14Y, 15, 15A, 20, 30, 31, 32, 32Y, 33, 34, 34Y, 35, 35Y, 36, 37, 38, 38Y, 39, 40, 41, 41E, 41Y, 42, 42Y, 43, 44, 46, 47, 73, 73Y, 104, 104A, 104E, 104Y, 130, 130A, 140 · Helyközi autóbuszok · Főpályaudvar | Vasútállomás, MÁV Területi Igazgatósága, Autóbusz-állomás                                                    |
| 2                                                       | Vásárcsarnok            | 25       | 4, 4Y, 13, 13E, 13Y, 15, 15A, 30, 31, 32, 32Y, 33, 34Y, 35Y, 44, 46, 60, 60Y, 103, 104, 104A, 104E, 104Y, 109E, 130, 130A | |
| 4                                                       | Zsolnay-szobor          | 22       | 2, 2A, 2E, 3, 3E, 6, 6E, 7, 7Y, 8, 13Y, 14, 14Y, 22, 23, 23Y, 24, 25, 26, 26A, 27, 27Y, 28, 28A, 28Y, 29, 30, 31, 32, 32Y, 34, 34Y, 35, 35Y, 36, 37, 38, 38Y, 39, 40, 44, 46, 47, 73, 73Y, 102, 102Y, 103, 107E, 109E, 130, 140                               | Postapalota, OTP, ÁNTSZ, Pécsi ítélőtábla, Pécsi törvényszék, Zsolnay-szobor                                 |
| 6                                                       | Kórház tér              | 20       | 2, 2A, 2E, 25, 26, 26A, 27, 27Y, 28, 28A, 28Y, 29, 30, 31, 32, 32Y, 34, 34Y, 35, 35Y, 36, 37, 44, 46, 47, 102, 102Y, 103, 107E, 109E, 130 | Megyei Kórház, Jakováli Hasszán dzsámija, Hotel Pátria                                                       |
| 8                                                       | Petőfi utca             | 18       | 2, 2A, 2E, 25, 26, 26A, 27, 27Y, 28, 28A, 28Y, 29, 37, 46, 47, 55, 102, 102Y, 107E, 109E | |
| 9                                                       | Alkotmány utca          | 17       | 30, 30Y, 37, 46, 47, 55, 103, 109E, 130 | Xavér templom                                                                                                |
| ∫                                                       | Sörfőzde                | 16       | 30, 30Y, 37, 46, 47, 55, 103, 109E, 130 | Pécsi Sörfőzde                                                                                               |
| 11                                                      | Gyermekkórház           | 15       | 37, 46, 47 | Szülészeti- és Nőgyógyászati Klinika, Gyermekgyógyászati Klinika (Nyár utcai telephely), Idrisz baba türbéje |
| 12                                                      | Rodostó utca            | 14       | 37, 46, 47 | |
| ∫                                                       | Angster József utca     | 13       | 36, 37, 46, 47 | |
| ∫                                                       | Donátusi út             | 12       | 37, 46, 47 | |
| ∫                                                       | Gólya dűlő              | 11       | 37, 46, 47 | |
| ∫                                                       | Lepke dűlő              | 10       | 37, 46, 47 | |
| ∫                                                       | Donátus                 | 8        | 37, 46, 47 | |
| ∫                                                       | Lepke dűlő              | 7        | 37, 46, 47 | |
| ∫                                                       | Gólya dűlő              | 6        | 37, 46, 47 | |
| ∫                                                       | Donátusi út             | 5        | 37, 46, 47 | |
| 14                                                      | Angster József utca     | 4        | 36, 37, 46, 47 | |
| 15                                                      | Krisztián               | 3        | 36, 46, 47 | |
| 16                                                      | Bálics                  | 2        | 36, 46, 47 | |
| 17                                                      | Bálicstető végállomás   | 0        | 36, 46, 47 | |